# Charles Wilson, 1. Baron Moran

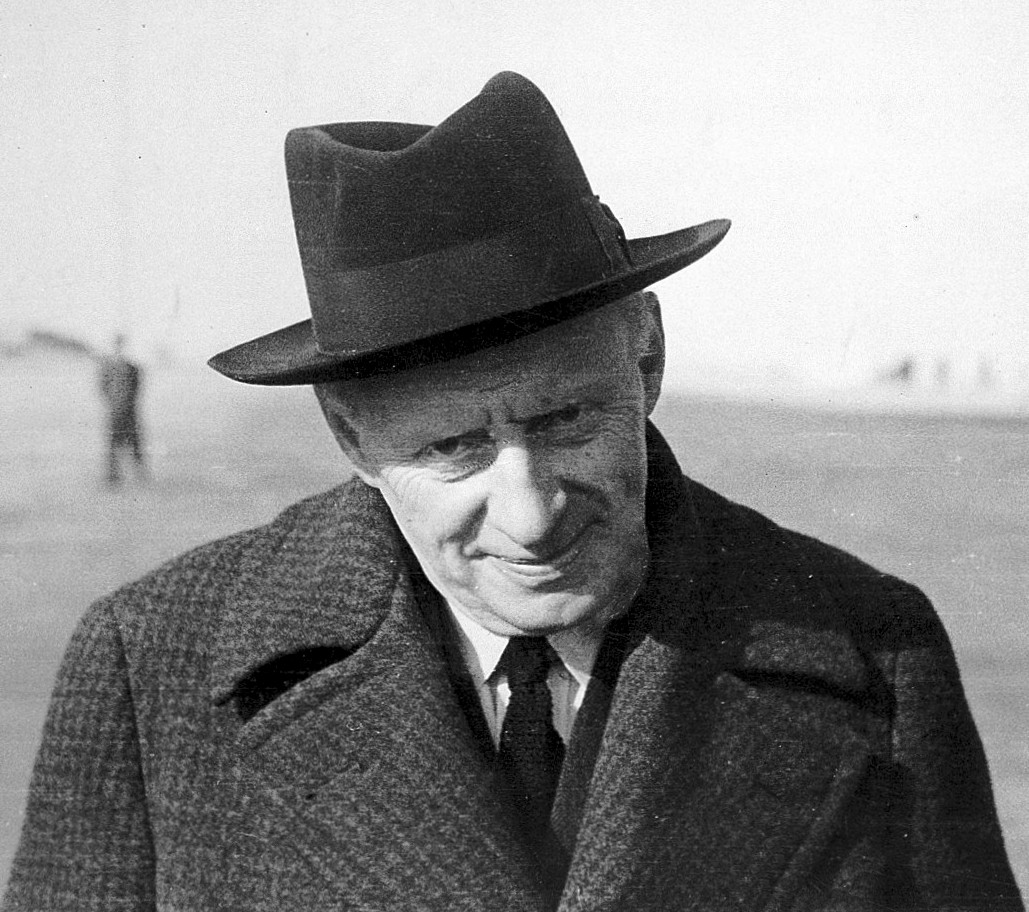
Charles McMoran Wilson c. 1943

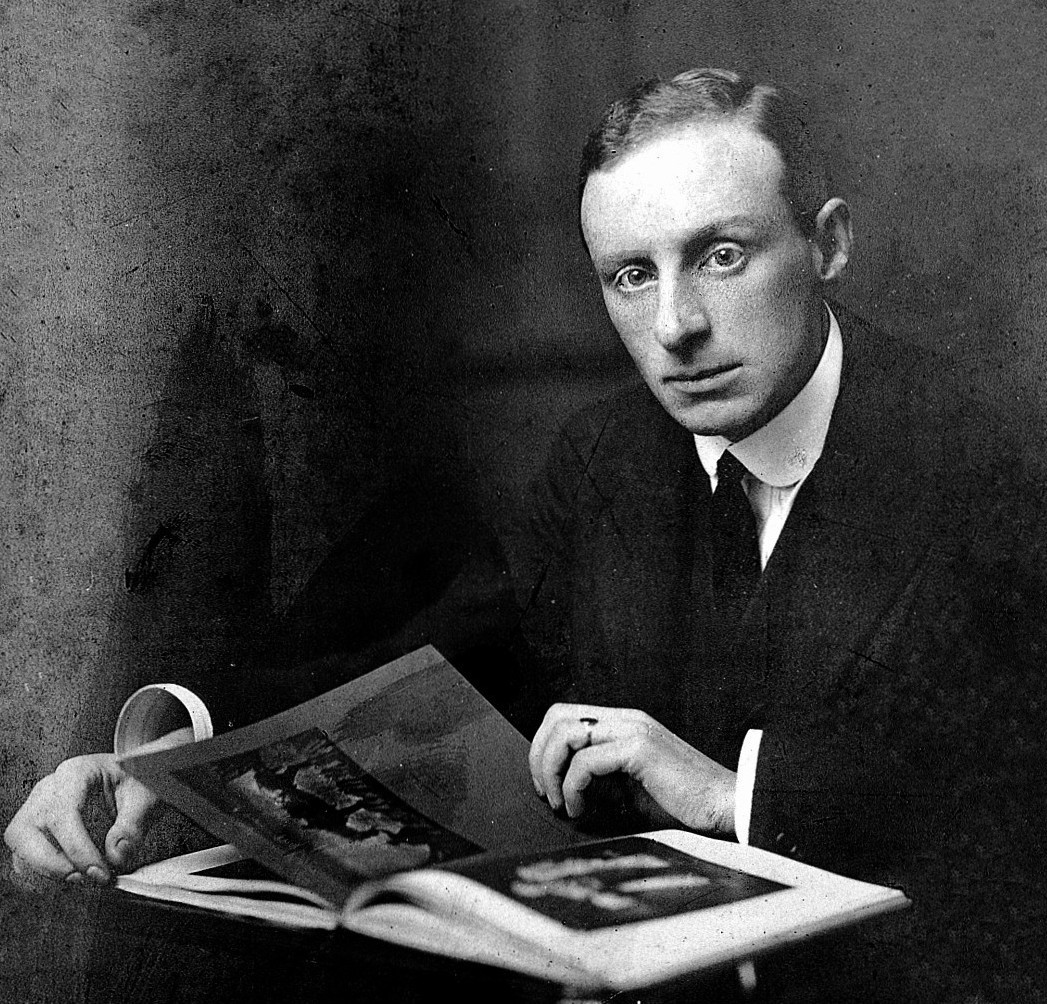
Charles McMoran Wilson c. 1900

Charles McMoran Wilson, 1. Baron Moran, MC (* 10. November 1882 in Skipton, Yorkshire; † 12. April 1977 in Newton Valence, Hampshire) war ein britischer Mediziner und Adeliger. Berühmtheit erlangte Wilson als Leibarzt von Sir Winston Churchill und als Verfasser eines vielbeachteten Erinnerungsbuches über Churchills letzte Lebensjahre.
Wilson fungierte seit 1940/41 als Leibarzt des Politikers Sir Winston Churchill, damals britischer Premierminister. 1943 wurde Wilson in Anerkennung seiner Verdienste – er hatte maßgeblichen Anteil an der Heilung des an einer schweren, beinahe tödlich verlaufenden Lungenentzündung erkrankten Churchill – als Baron Moran in den Adelsstand erhoben.
Bis zu Churchills Tod blieb Wilson ein ständiger Begleiter und eine Vertrauensperson des alternden Staatsmannes. In seinem mehrere hundert Seiten starken Memoirenband The Struggle for Survival („Der Kampf ums Überleben“) überliefert Wilson zahlreiche Begebenheiten aus Churchills letzten Jahren: So hielt er zahlreiche Bonmonts und Anekdoten Churchills fest, dokumentierte dessen Meinungen zu mehr und weniger bedeutsamen Ereignissen und Personen der damaligen Zeit (etwa Churchills Meinung, dass Konrad Adenauer der größte deutsche Kanzler seit Bismarck sei) und Churchills Lektüre (unter anderem George Orwells 1984).
Zwischen 1920 und 1945 amtierte Wilson als Dekan der Medizinschule des „St. Mary’s Hospital“ und beaufsichtigte die Sanierung der Räumlichkeiten der Einrichtung. Daneben war er seit 1941 Präsident des „Royal College of Physicians“.

## Werke
- The Anatomy of Courage. Constable, London 1945.
- Winston Churchill. The Struggle for Survival. London 1965 (dt. unter dem Titel: Churchill: Der Kampf ums Überleben 1940-65).